# Leonardo Perosa
Leonardo Perosa (Portogruaro, 16 maggio 1834 – Venezia, 31 luglio 1904) è stato un bibliotecario e critico letterario italiano.

## Biografia
Iniziò gli studi al liceo ginnasio del seminario di Portogruaro, per poi spostarsi nel 1845 al Liceo Santa Caterina a Venezia. A causa dei moti del '48, fu costretto a riparare nella sua terra natia dove completerà gli studi in materia filosofica e teologica.
Da qui iniziò la sua carriera come insegnante: dapprima insegnò nella scuola dove concluse i suoi studi e dove venne ordinato sacerdote, per poi spostarsi al Liceo Santa Caterina di Venezia nel 1860. Successivamente passò ad insegnare italiano, dopo aver preso l'abilitazione, al Liceo Marco Polo di Venezia e due anni più tardi al Liceo Ginnasio Virgilio di Mantova. Ancora a Venezia, dal 1869 al 1889, venne incaricato dell'insegnamento di lettere all'Istituto tecnico "Paolo Sarpi".
Intanto, dal 1880, fu scelto per fare il bibliotecario della Biblioteca della Fondazione Querini Stampalia al posto dell'ormai malato Gustavo Adolfo Unger. In questi anni, il suo impegno si diresse alla catalogazione dei manoscritti della famiglia Querini Stampalia, un lavoro che, contravvenendo al neonato metodo di catalogazione Dewey, suddivise in 9 classi. Quest'ultimo incarico gli permise di addentrarsi nella società intellettuale di Venezia, testimonianze al riguardo sono la nomina a Presidente dell'Accademia pio-letteraria di Maria Immacolata e la fondazione della rivista "La scintilla".

## Opere
- Della origine, dei progressi e degli effetti del melodrama in Italia, Venezia 1864;
- I primi Orseoli: scene storiche del secolo X narrate al popolo, Padova 1876;
- Dei codici manoscritti della Biblioteca recentemente ordinati e registrati: relazione presentata al Consiglio dei curatori della Pia Fondazione, in Relazione economico-morale della Pia Fondazione Querini Stampalia: dal 1 gennaio 1878 a tutto l'anno 1882, Venezia 1883.